# Југовића двори
Југовића двори, Острог и Острок (на старословенском значи опкоп, табор, тврђава, утврда) су остаци неретљанске тврђаве из 10. вијека, у данашњој Хрватској. Према писањима Константина Порфирогенита и других ромејских хроничара, Паганија је била једна од кнежевина насељена Србима.
Остаци су јој видљиви и данас. Налази се на на гори Витеру изнад Заострога. Била је једна од четири града-тврђаве тадашње Паганије. Средином 10. вијека спомиње је ромејски цар Константин Порфирогенет као саставни град покрајине Паганије. Старонеретљански град подигнут је на мјесту које има традицију људског насељавања. Пронађени су остаци из млађег каменог доба, илирске некрополе као и антички споменици. Хрватски фолклорист Стипе Бановић (1884.-1961) 1940. године протумачио је настанак назива за мјесто Заострог, повезавши га с овом тврђавом. Бановић је утврдио убикацију у малој увалици испод горе Витера (770 м), коју народ и данас зове Острог. Сјеверозападно од средњовјековног утврђеног града, а испод брда Шапашника (слична капи!) подигнуто је ново насеље, које још прије 1500. године носи име Заострога. Мјештани су се послије преселили ниже уз обалу, а ново насеље понијело је име старог насеља Заострога, премда би тај нови Заострог земљописно исправно било назвати Под-Заострог или Подострог.
Локално народно предање (крајем 19. вијека и раније) приписивало је ту тврђаву Југовићима. Тако фра Иван Деспот, који је рођен у Заострогу и који је прихватио хрватску националну свијест, пише: На Витеру моме златили се порушени Југовића двори.  И Лазар Томановић спомиње исто предање: ...вити Витер, његова осебина, на ком су остаци старог града, по предању Југовића двори.  